# Alpiner Skiweltcup 1974/75
Die Saison 1974/75 des von der FIS veranstalteten Alpinen Skiweltcups begann am 4. Dezember 1974 in Val-d’Isère und endete am 24. März 1975 in Gröden. Bei den Männern wurden 24 Rennen ausgetragen (9 Abfahrten, 7 Riesenslaloms, 7 Slaloms, 1 Parallelrennen). Bei den Frauen waren es 23 Rennen (8 Abfahrten, 7 Riesenslaloms, 7 Slaloms, 1 Parallelrennen). Dazu kamen je 3 Kombinationswertungen, welche erstmals im Programm erschienen.
Diese Saison war ein Zwischenjahr ohne Weltmeisterschaften oder Olympische Winterspiele.

## Weltcupwertungen

### Gesamt
| Rang | Name                      | Punkte |
| ---- | ------------------------- | ------ |
| 01.  | Gustav Thöni              | 250    |
| 02.  | Ingemar Stenmark          | 245    |
| 03.  | Franz Klammer             | 240    |
| 04.  | Piero Gros                | 196    |
| 05.  | Erik Håker                | 147    |
| 06.  | Hans Hinterseer           | 117    |
| 07.  | Herbert Plank             | 092    |
| 08.  | Werner Grissmann          | 087    |
| 09.  | Francisco Fernández Ochoa | 079    |
| 10.  | Paolo De Chiesa           | 074    |
| 11.  | Bernhard Russi            | 058    |
| 12.  | René Berthod              | 057    |
| 13.  | Michael Veith             | 055    |
| 14.  | Walter Tresch             | 050    |
| 15.  | Fausto Radici             | 049    |
| 16.  | Thomas Hauser             | 047    |
| 17.  | Heini Hemmi               | 045    |
| 18.  | Philippe Roux             | 042    |
| 19.  | Greg Jones                | 041    |
| 20.  | Walter Vesti              | 039    |
| 21.  | Christian Neureuther      | 036    |
| 22.  | Karl Cordin               | 031    |
| 23.  | Josef Walcher             | 030    |

| Rang | Name                | Punkte |
| ---- | ------------------- | ------ |
| 24.  | Jan Bachleda        | 27     |
| 24.  | Tino Pietrogiovanna | 27     |
| 22.  | Hansjörg Schlager   | 22     |
| 22.  | David Zwilling      | 22     |
| 28.  | Geoff Bruce         | 19     |
| 29.  | Willi Frommelt      | 18     |
| 29.  | Helmuth Schmalzl    | 18     |
| 31.  | Engelhard Pargätzi  | 17     |
| 32.  | Manfred Grabler     | 16     |
| 33.  | Jim Hunter          | 15     |
| 33.  | Werner Mattle       | 15     |
| 35.  | Wolfgang Junginger  | 13     |
| 36.  | Roland Thöni        | 12     |
| 37.  | Andy Mill           | 11     |
| 38.  | Johann Kniewasser   | 10     |
| 38.  | Reinhard Tritscher  | 10     |
| 40.  | Albert Burger       | 09     |
| 41.  | Karl Anderson       | 08     |
| 41.  | Sepp Ferstl         | 08     |
| 41.  | Werner Margreiter   |        |
| 41.  | Ernst Winkler       |        |
| 45.  | Hubert Berchtold    | 07     |
| 45.  | Dave Irwin          | 07     |

| Rang | Name                  | Punkte |
| ---- | --------------------- | ------ |
| 45.  | Dave Murray           |        |
| 45.  | Roland Roche          |        |
| 49.  | Giuliano Besson       | 5      |
| 49.  | Manfred Jakober       | 5      |
| 49.  | Ken Read              | 5      |
| 52.  | Ron Biedermann        | 4      |
| 52.  | Peter Lüscher         | 4      |
| 52.  | Patrice Pellat-Finet  | 4      |
| 52.  | Steve Podborski       | 4      |
| 52.  | Miloslav Sochor       | 4      |
| 57.  | Peter Fischer         | 3      |
| 58.  | Jean-Jacques Bertrand | 2      |
| 58.  | Roman Dereziński      | 2      |
| 58.  | Klaus Eberhard        | 2      |
| 58.  | Ernst Good            | 2      |
| 58.  | Ilario Pegorari       | 2      |
| 58.  | Claude Perrot         | 2      |
| 58.  | fMax Rieger           | 2      |
| 65.  | Cary Adgate           | 1      |
| 65.  | Alain Navillod        | 1      |
| 65.  | Sepp Oberfrank        | 1      |
| 65.  | Bill Taylor           | 1      |

| Rang | Name                      | Punkte |
| ---- | ------------------------- | ------ |
| 01.  | Annemarie Moser-Pröll     | 305    |
| 02.  | Hanni Wenzel              | 199    |
| 03.  | Rosi Mittermaier          | 166    |
| 04.  | Marie-Theres Nadig        | 154    |
| 05.  | Fabienne Serrat           | 153    |
| 05.  | Bernadette Zurbriggen     | 153    |
| 07.  | Lise-Marie Morerod        | 141    |
| 08.  | Cindy Nelson              | 138    |
| 09.  | Monika Kaserer            | 136    |
| 10.  | Christa Zechmeister       | 127    |
| 11.  | Wiltrud Drexel            | 082    |
| 12.  | Kathy Kreiner             | 062    |
| 13.  | Irene Epple               | 060    |
| 14.  | Danièle Debernard         | 057    |
| 15.  | Betsy Clifford            | 042    |
| 15.  | Brigitte Kerscher-Schroll | 042    |
| 17.  | Ingrid Gfölner            | 35     |
| 18.  | Claudia Giordani          | 31     |
| 19.  | Jacqueline Rouvier        | 23     |
| 20.  | Michèle Jacot             | 19     |
| 20.  | Irmgard Lukasser          | 19     |
| 22.  | Torill Fjeldstad          | 17     |

| Rang | Name                | Punkte |
| ---- | ------------------- | ------ |
| 23.  | Traudl Treichl      | 16     |
| 24.  | Christina Tisot     | 15     |
| 25.  | Monika Berwein      | 13     |
| 25.  | Martine Ducroz      | 13     |
| 27.  | Odile Chalvin       | 11     |
| 27.  | Elena Matous        | 11     |
| 29.  | Pamela Behr         | 10     |
| 29.  | Elfi Deufl          | 10     |
| 29.  | Regina Sackl        | 10     |
| 32.  | Abigail Fisher      | 8      |
| 32.  | Viki Fleckenstein   | 8      |
| 32.  | Brigitte Totschnig  | 8      |
| 35.  | Patricia Emonet     | 6      |
| 35.  | Evi Mittermaier     | 6      |
| 35.  | Nicola Spieß        | 6      |
| 38.  | Evi Pröll           | 5      |
| 39.  | Lindy Cochran       | 4      |
| 39.  | Regine Mösenlechner | 4      |
| 41.  | Becky Dorsey        | 2      |
| 41.  | Leslie Smith        | 2      |
| 43.  | Gail Blackburn      | 1      |
| 43.  | Kim Mumford         | 1      |

### Abfahrt
| Rang | Athlet           | Punkte |
| ---- | ---------------- | ------ |
| 1    | Franz Klammer    | 125    |
| 2    | Werner Grissmann | 081    |
| 3    | Herbert Plank    | 071    |
| 4    | Bernhard Russi   | 058    |
| 5    | René Berthod     | 056    |
| 6    | Erik Håker       | 051    |
| 7    | Michael Veith    | 047    |
| 8    | Philippe Roux    | 040    |
| 9    | Gustav Thöni     | 039    |
| 10   | Walter Vesti     | 036    |

| Rang | Athletin              | Punkte |
| ---- | --------------------- | ------ |
| 1    | Annemarie Moser-Pröll | 109    |
| 2    | Bernadette Zurbriggen | 101    |
| 3    | Marie-Theres Nadig    | 100    |
| 4    | Cindy Nelson          | 075    |
| 5    | Wiltrud Drexel        | 058    |
| 6    | Rosi Mittermaier      | 049    |
| 7    | Irene Epple           | 038    |
| 8    | Danièle Debernard     | 032    |
| 9    | Ingrid Gfölner        | 024    |
| 10   | Jacqueline Rouvier    | 023    |

### Riesenslalom
| Rang | Athlet              | Punkte |
| ---- | ------------------- | ------ |
| 1    | Ingemar Stenmark    | 115    |
| 2    | Piero Gros          | 106    |
| 3    | Erik Håker          | 067    |
| 4    | Gustav Thöni        | 060    |
| 5    | Hans Hinterseer     | 055    |
| 6    | Heini Hemmi         | 045    |
| 7    | Thomas Hauser       | 035    |
| 8    | Greg Jones          | 033    |
| 9    | Franz Klammer       | 031    |
| 10   | Tino Pietrogiovanna | 023    |

| Rang | Athletin              | Punkte |
| ---- | --------------------- | ------ |
| 1    | Annemarie Moser-Pröll | 125    |
| 2    | Fabienne Serrat       | 081    |
| 3    | Monika Kaserer        | 074    |
| 4    | Lise-Marie Morerod    | 053    |
| 5    | Hanni Wenzel          | 042    |
| 6    | Cindy Nelson          | 040    |
| 7    | Rosi Mittermaier      | 036    |
| 8    | Kathy Kreiner         | 034    |
| 9    | Christa Zechmeister   | 026    |
| 10   | Marie-Theres Nadig    | 022    |

### Slalom
| Rang | Athlet                    | Punkte |
| ---- | ------------------------- | ------ |
| 1    | Ingemar Stenmark          | 130    |
| 2    | Gustav Thöni              | 114    |
| 3    | Piero Gros                | 090    |
| 4    | Paolo De Chiesa           | 061    |
| 5    | Hans Hinterseer           | 058    |
| 6    | Fausto Radici             | 038    |
| 7    | Francisco Fernández Ochoa | 036    |
| 7    | Christian Neureuther      | 036    |
| 9    | Hansjörg Schlager         | 022    |
| 10   | Jan Bachleda              | 021    |

| Rang | Athletin              | Punkte |
| ---- | --------------------- | ------ |
| 1    | Lise-Marie Morerod    | 95     |
| 2    | Hanni Wenzel          | 91     |
| 3    | Christa Zechmeister   | 90     |
| 4    | Annemarie Moser-Pröll | 79     |
| 5    | Fabienne Serrat       | 63     |
| 6    | Monika Kaserer        | 53     |
| 7    | Rosi Mittermaier      | 52     |
| 8    | Claudia Giordani      | 31     |
| 9    | Danièle Debernard     | 19     |
| 10   | Torill Fjeldstad      | 17     |

## Podestplatzierungen Herren

### Abfahrt
| Datum      | Ort                          | 1. Platz      | 2. Platz         | 3. Platz         |
| ---------- | ---------------------------- | ------------- | ---------------- | ---------------- |
| 08.12.1974 | Val-d’Isère (FRA)            | Franz Klammer | Werner Grissmann | Michael Veith    |
| 15.12.1974 | St. Moritz (SUI)             | Franz Klammer | Herbert Plank    | Werner Grissmann |
| 05.01.1975 | Garmisch-Partenkirchen (FRG) | Franz Klammer | Werner Grissmann | Josef Walcher    |
| 11.01.1975 | Wengen (SUI)                 | Franz Klammer | Herbert Plank    | Erik Håker       |
| 18.01.1975 | Kitzbühel (AUT)              | Franz Klammer | Gustav Thöni     | Werner Grissmann |
| 26.01.1975 | Innsbruck (AUT)              | Franz Klammer | Bernhard Russi   | Herbert Plank    |
| 01.02.1975 | Megève (FRA)                 | Walter Vesti  | René Berthod     | Philippe Roux    |
| 09.03.1975 | Jackson Hole (USA)           | Franz Klammer | Michael Veith    | René Berthod     |
| 21.03.1975 | Gröden (ITA)                 | Franz Klammer | Erik Håker       | Bernhard Russi   |

### Riesenslalom
| Datum      | Ort                        | 1. Platz         | 2. Platz         | 3. Platz            |
| ---------- | -------------------------- | ---------------- | ---------------- | ------------------- |
| 05.12.1974 | Val-d’Isère (FRA)          | Piero Gros       | Ingemar Stenmark | Erik Håker          |
| 18.12.1974 | Madonna di Campiglio (ITA) | Piero Gros       | Greg Jones       | Tino Pietrogiovanna |
| 13.01.1975 | Adelboden (SUI)            | Piero Gros       | Gustav Thöni     | Werner Mattle       |
| 21.01.1975 | Fulpmes (AUT)              | Erik Håker       | Ingemar Stenmark | Hans Hinterseer     |
| 21.02.1975 | Naeba Ski Resort (JPN)     | Ingemar Stenmark | Erik Håker       | Hans Hinterseer     |
| 02.03.1975 | Garibaldi (CAN)            | Ingemar Stenmark | Heini Hemmi      | Gustav Thöni        |
| 13.03.1975 | Sun Valley (USA)           | Ingemar Stenmark | Piero Gros       | Gustav Thöni        |

### Slalom
| Datum      | Ort                          | 1. Platz         | 2. Platz         | 3. Platz             |
| ---------- | ---------------------------- | ---------------- | ---------------- | -------------------- |
| 17.12.1974 | Madonna di Campiglio (ITA)   | Ingemar Stenmark | Paolo De Chiesa  | Fausto Radici        |
| 06.01.1975 | Garmisch-Partenkirchen (FRG) | Piero Gros       | Gustav Thöni     | Fausto Radici        |
| 12.01.1975 | Wengen (SUI)                 | Ingemar Stenmark | Piero Gros       | Paolo De Chiesa      |
| 19.01.1975 | Kitzbühel (AUT)              | Piero Gros       | Ingemar Stenmark | Paolo De Chiesa      |
| 30.01.1975 | Chamonix (FRA)               | Gustav Thöni     | Ingemar Stenmark | Hans Hinterseer      |
| 23.02.1975 | Naeba Ski Resort (JPN)       | Hans Hinterseer  | Ingemar Stenmark | Christian Neureuther |
| 15.03.1975 | Sun Valley (USA)             | Gustav Thöni     | Piero Gros       | Ingemar Stenmark     |

### Parallelrennen
| Datum      | Ort          | 1. Platz     | 2. Platz         | 3. Platz      |
| ---------- | ------------ | ------------ | ---------------- | ------------- |
| 23.03.1975 | Gröden (ITA) | Gustav Thöni | Ingemar Stenmark | Walter Tresch |

### Kombination
| Datum             | Ort                   | 1. Platz     | 2. Platz                  | 3. Platz      |
| ----------------- | --------------------- | ------------ | ------------------------- | ------------- |
| 11./12.01.1975    | Wengen (SUI)          | Gustav Thöni | David Zwilling            | Walter Tresch |
| 18./19.01.1975    | Kitzbühel (AUT)       | Gustav Thöni | Francisco Fernández Ochoa | Franz Klammer |
| 30.01./01.02.1975 | Chamonix/Megève (FRA) | Gustav Thöni | Francisco Fernández Ochoa | Erik Håker    |

## Podestplatzierungen Damen

### Abfahrt
| Datum      | Ort                        | 1. Platz              | 2. Platz              | 3. Platz              |
| ---------- | -------------------------- | --------------------- | --------------------- | --------------------- |
| 04.12.1974 | Val-d’Isère (FRA)          | Wiltrud Drexel        | Bernadette Zurbriggen | Danièle Debernard     |
| 12.12.1974 | Cortina d’Ampezzo (ITA)    | Annemarie Moser-Pröll | Cindy Nelson          | Wiltrud Drexel        |
| 21.12.1974 | Saalbach-Hinterglemm (AUT) | Cindy Nelson          | Marie-Theres Nadig    | Rosi Mittermaier      |
| 10.01.1975 | Grindelwald (SUI)          | Annemarie Moser-Pröll | Rosi Mittermaier      | Marie-Theres Nadig    |
| 15.01.1975 | Schruns (AUT)              | Bernadette Zurbriggen | Ingrid Gfölner        | Marie-Theres Nadig    |
| 24.01.1975 | Innsbruck (AUT)            | Marie-Theres Nadig    | Annemarie Moser-Pröll | Jacqueline Rouvier    |
| 31.01.1975 | Chamonix (FRA)             | Bernadette Zurbriggen | Annemarie Moser-Pröll | Marie-Theres Nadig    |
| 11.03.1975 | Jackson Hole (USA)         | Marie-Theres Nadig    | Bernadette Zurbriggen | Annemarie Moser-Pröll |

### Riesenslalom
| Datum      | Ort                    | 1. Platz              | 2. Platz           | 3. Platz         |
| ---------- | ---------------------- | --------------------- | ------------------ | ---------------- |
| 07.12.1974 | Val-d’Isère (FRA)      | Annemarie Moser-Pröll | Monika Kaserer     | Fabienne Serrat  |
| 09.01.1975 | Grindelwald (SUI)      | Annemarie Moser-Pröll | Hanni Wenzel       | Rosi Mittermaier |
| 11.01.1975 | Grindelwald (SUI)      | Annemarie Moser-Pröll | Fabienne Serrat    | Hanni Wenzel     |
| 19.01.1975 | Sarajevo (YUG)         | Annemarie Moser-Pröll | Lise-Marie Morerod | Rosi Mittermaier |
| 23.02.1975 | Naeba Ski Resort (JPN) | Annemarie Moser-Pröll | Monika Kaserer     | Christina Tisot  |
| 01.03.1975 | Garibaldi (CAN)        | Cindy Nelson          | Fabienne Serrat    | Kathy Kreiner    |
| 13.03.1975 | Sun Valley (USA)       | Lise-Marie Morerod    | Monika Kaserer     | Fabienne Serrat  |

### Slalom
| Datum      | Ort                           | 1. Platz            | 2. Platz              | 3. Platz            |
| ---------- | ----------------------------- | ------------------- | --------------------- | ------------------- |
| 13.12.1974 | Cortina d’Ampezzo (ITA)       | Rosi Mittermaier    | Fabienne Serrat       | Christa Zechmeister |
| 04.01.1975 | Garmisch-Partenkirchen (FRG)  | Lise-Marie Morerod  | Christa Zechmeister   | Torill Fjeldstad    |
| 16.01.1975 | Schruns (AUT)                 | Christa Zechmeister | Annemarie Moser-Pröll | Hanni Wenzel        |
| 29.01.1975 | Saint-Gervais-les-Bains (FRA) | Lise-Marie Morerod  | Hanni Wenzel          | Rosi Mittermaier    |
| 21.02.1975 | Naeba Ski Resort (JPN)        | Hanni Wenzel        | Lise-Marie Morerod    | Christa Zechmeister |
| 14.03.1975 | Sun Valley (USA)              | Hanni Wenzel        | Annemarie Moser-Pröll | Christa Zechmeister |
| 20.03.1975 | Gröden (ITA)                  | Lise-Marie Morerod  | Annemarie Moser-Pröll | Monika Kaserer      |

### Parallelrennen
| Datum      | Ort          | 1. Platz       | 2. Platz         | 3. Platz        |
| ---------- | ------------ | -------------- | ---------------- | --------------- |
| 22.03.1975 | Gröden (ITA) | Monika Kaserer | Claudia Giordani | Fabienne Serrat |

### Kombination
| Datum          | Ort                          | 1. Platz              | 2. Platz         | 3. Platz         |
| -------------- | ---------------------------- | --------------------- | ---------------- | ---------------- |
| 09./10.01.1975 | Grindelwald (SUI)            | Annemarie Moser-Pröll | Rosi Mittermaier | Hanni Wenzel     |
| 15./16.01.1975 | Schruns (AUT)                | Annemarie Moser-Pröll | Hanni Wenzel     | Wiltrud Drexel   |
| 29./31.01.1975 | Saint-Gervais/Chamonix (FRA) | Annemarie Moser-Pröll | Hanni Wenzel     | Rosi Mittermaier |

## Nationencup
| Rang | Land               | Punkte |
| ---- | ------------------ | ------ |
| 1    | Österreich         | 1276   |
| 2    | Schweiz            | 782    |
| 3    | Italien            | 772    |
| 4    | BR Deutschland     | 550    |
| 5    | Frankreich         | 297    |
| 6    | Vereinigte Staaten | 249    |
| 7    | Schweden           | 245    |
| 8    | Liechtenstein      | 217    |
| 9    | Norwegen           | 164    |
| 10   | Kanada             | 140    |
| 11   | Spanien            | 79     |
| 12   | Polen              | 29     |
| 13   | San Marino         | 11     |
| 14   | Tschechoslowakei   | 4      |

| Rang | Land               | Punkte |
| ---- | ------------------ | ------ |
| 1    | Italien            | 726    |
| 2    | Österreich         | 618    |
| 3    | Schweiz            | 334    |
| 4    | Schweden           | 245    |
| 5    | BR Deutschland     | 148    |
| 6    | Norwegen           | 147    |
| 7    | Vereinigte Staaten | 85     |
| 8    | Spanien            | 79     |
| 9    | Kanada             | 36     |
| 10   | Polen              | 29     |
| 11   | Liechtenstein      | 18     |
| 12   | Australien         | 16     |
| 13   | Frankreich         | 15     |
| 14   | Tschechoslowakei   | 4      |

| Rang | Land               | Punkte |
| ---- | ------------------ | ------ |
| 1    | Österreich         | 658    |
| 2    | Schweiz            | 448    |
| 3    | BR Deutschland     | 402    |
| 4    | Frankreich         | 282    |
| 5    | Liechtenstein      | 199    |
| 6    | Vereinigte Staaten | 164    |
| 7    | Kanada             | 104    |
| 8    | Italien            | 46     |
| 9    | Norwegen           | 17     |
| 10   | San Marino         | 11     |

## Statistik der Podestplätze
Angegeben werden die Anzahl Podestplätze je Land und Disziplin sowie die Gesamtanzahl.

### Damen
| Land | Land | 1. | 2. | 3. | Total |
| ---- | ---- | -- | -- | -- | ----- |
| 1    | AUT  | 12 | 9  | 4  | 25    |
| 2    | CHE  | 08 | 5  | 3  | 16    |
| 3    | LIE  | 02 | 4  | 3  | 09    |
| 4    | FRG  | 03 | 3  | 8  | 13    |
| 5    | USA  | 02 | 1  | –  | 03    |
| 6    | FRA  | 0– | 3  | 5  | 08    |
| 7    | ITA  | 0– | 1  | 1  | 02    |
| 8    | CAN  | 0– | 0– | 1  | 01    |
| 8    | NOR  | 0– | 0– | 1  | 01    |

| Land | Land | 1. | 2. | 3. |
| ---- | ---- | -- | -- | -- |
| 1    | SUI  | 4  | 3  | 3  |
| 2    | AUT  | 3  | 3  | 2  |
| 3    | USA  | 1  | 1  | –  |
| 4    | FRG  | –  | 1  | 1  |
| 5    | FRA  | –  | –  | 2  |

| Land | Land | 1. | 2. | 3. |
| ---- | ---- | -- | -- | -- |
| 1    | AUT  | 5  | 3  | –  |
| 2    | SUI  | 1  | 1  | –  |
| 3    | USA  | 1  | –  | –  |
| 4    | FRA  | –  | 2  | 2  |
| 5    | LIE  | –  | 1  | 1  |
| 6    | FRG  | –  | –  | 2  |
| 7    | CAN  | –  | –  | 1  |
| 7    | ITA  | –  | –  | 1  |

| Land | Land | 1. | 2. | 3. |
| ---- | ---- | -- | -- | -- |
| 1    | SUI  | 3  | 1  | –  |
| 2    | FRG  | 2  | 1  | 4  |
| 3    | LIE  | 2  | 1  | 1  |
| 4    | AUT  | –  | 3  | 1  |
| 5    | ITA  | –  | 1  | –  |
| 6    | LIE  | –  | –  | 1  |

| Land | Land | 1. | 2. | 3. |
| ---- | ---- | -- | -- | -- |
| 1    | AUT  | 3  | –  | 1  |
| 2    | LIE  | –  | 2  | 1  |
| 3    | FRG  | –  | 1  | 1  |

| Land | Land | 1. | 2. | 3. |
| ---- | ---- | -- | -- | -- |
| 1    | AUT  | 1  | –  | –  |
| 2    | ITA  | –  | 1  | –  |
| 3    | FRA  | –  | –  | 1  |

### Herren
| Land | Land | 1. | 2. | 3. | Total |
| ---- | ---- | -- | -- | -- | ----- |
| 1    | ITA  | 11 | 9  | 8  | 28    |
| 2    | AUT  | 09 | 3  | 7  | 19    |
| 3    | SWE  | 05 | 6  | 1  | 12    |
| 4    | SUI  | 01 | 3  | 6  | 10    |
| 5    | NOR  | 01 | 2  | 3  | 06    |
| 6    | ESP  | 0– | 2  | –  | 02    |
| 7    | FRG  | 0– | 1  | 2  | 03    |
| 8    | USA  | 0– | 1  | –  | 01    |

| Land | Land | 1. | 2. | 3. |
| ---- | ---- | -- | -- | -- |
| 1    | AUT  | 8  | 2  | 3  |
| 2    | SUI  | 1  | 2  | 3  |
| 3    | ITA  | –  | 3  | 1  |
| 4    | FRG  | –  | 1  | 1  |
| 4    | NOR  | –  | 1  | 1  |

| Land | Land | 1. | 2. | 3. |
| ---- | ---- | -- | -- | -- |
| 1    | ITA  | 3  | 2  | 3  |
| 2    | SWE  | 3  | 2  | –  |
| 3    | NOR  | 1  | 1  | 1  |
| 4    | SUI  | –  | 1  | 1  |
| 5    | USA  | –  | 1  | –  |
| 6    | AUT  | –  | –  | 2  |

| Land | Land | 1. | 2. | 3. |
| ---- | ---- | -- | -- | -- |
| 1    | ITA  | 4  | 4  | 4  |
| 2    | SWE  | 2  | 3  | 1  |
| 3    | AUT  | 1  | –  | 1  |
| 4    | FRG  | –  | –  | 1  |

| Land | Land | 1. | 2. | 3. |
| ---- | ---- | -- | -- | -- |
| 1    | ITA  | 3  | –  | –  |
| 2    | ESP  | –  | 2  | –  |
| 3    | AUT  | –  | 1  | 1  |
| 4    | NOR  | –  | –  | 1  |
| 4    | SUI  | –  | –  | 1  |

| Land | Land | 1. | 2. | 3. |
| ---- | ---- | -- | -- | -- |
| 1    | ITA  | 1  | –  | –  |
| 2    | SWE  | –  | 1  | –  |
| 3    | SUI  | –  | –  | 1  |

## Saisonverlauf

### Einige wichtige Nationen vor der Saison
Deutschland: Mit 6. Juli 1974 wurde bekannt, dass der Slalomolympiasieger von 1960, Ernst Hinterseer, der am 15. Mai vom Österreichischen Skiverband nicht mehr unter Vertrag genommen worden war, ab 1. August unter dem DSV-Cheftrainer Kuno Messmann arbeiten werde.
Schweiz: Auch dem Herrenteam der Schweiz wurde mit Arthur Holz, der aus der Leichtathletik kam, ein neuer Direktor verordnet, was vor allem eine Reaktion auf das schwache Abschneiden bei den Heimweltmeisterschaften 1974 in St. Moritz darstellte. Bernhard Russi war wegen seines im Sommer vollzogenen Skiwechsels (von »Rossignol« zu »Kneissl«) durch seine bisherige Firma der Geldannahme (einer hohen Geldsumme durch seine neue Marke) verdächtigt worden, doch Untersuchungen des SSV ergaben, dass sich der Olympiasieger an die Verbandsbestimmungen gehalten hatte. Am 14. November bestätigte SSV-Präsident Philippe Henchoz den Amateurstatus von Russi, der Läufer habe sich nichts zuschulden kommen lassen. Russi beziehe jährlich eine Ausfallentschädigung von 33.750 CHF (38.570 DM), die auf ein Sperrkonto bezahlt werden, und Russi könne darüber nach Karriereende verfügen. Diese Regelung stehe im Übereinklang mit jenen der FIS.
Italien: Es wurde mit demselben Trainerteam, gestartet, wo die Herren Sepp Messner, Oreste Pecedi und Luciano Panatti aber im Gegensatz zu früher, mit den gleichen Befugnissen und Vollmachten ausgestattet wurden. Auf Fahrerebene zog sich Marcello Varello zurück.
USA: Der US-Skiverband sah sich aufgrund des Verlangens der dortigen Ski- und Zubehörhersteller (und der schwachen letzten Saison) veranlasst, seine Methoden zu ändern, und die Läufer absolvierten unter Leitung von Hank Tauber in Kaprun, Tignes und Val-d’Isère ausgedehnte Trainings.
Österreich:
- Die Rennsportkommission und der Poolbeirat tagten am 17. Juni, wobei für das Budget der Saison 1974/75 zwölf Millionen Schilling gesichert werden konnten.[8]
- Eine Anordnung des Österreichischen Skiverbandes, bis zu den Olympischen Winterspielen 1976 keinen Wechsel der Ausrüstung zuzulassen, sorgte für Diskussionsstoff.[9] Es wurde auch eine neue Skibindung, genannt „Lange-Burt-Bindung“, vorgestellt, welche im Falle dessen, dass die Bindung aufgeschlagen wurde, diese sofort wieder hergestellt war.[10]
- Das ÖSV-Herrenteam wurde für die kommende Saison mit Anzügen (ob Renn- oder Ausgehanzug und sonstige Freizeitkleidung) ausgerüstet, auf denen überall ein »V« als »Victory, also Sieg-Zeichen«, angebracht war. Die komplette Einkleidungsaktion, die auch die weiteren Kader und die Nordischen betraf, kostete 2,5 Millionen Schilling, welche großteils vom Skipool getragen wurden.[11][12]
- Die planmäßig erledigten Vorbereitungen der einzelnen Teams des ÖSV gingen am 22. und 23. November zu Ende; es wurden 20.000 Slalomtore und 500 Abfahrtskilometer „heruntergespult“[13]
- Bei den Damen, die jedoch „als schwierig zu trainieren galten“ (dies hatte zuvor bereits Trainer Messner verspürt), gab es eine Rebellion gegen deren Trainer Siegi Bernegger und auch dem Konditionstrainer Herbert Janko. Doch dann glätteten sich nach einer Aussprache mit dem Präsidenten des ÖSV, Kurt Schlick, die Wogen.
- Elfi Deufl und Evi Pröll, die jüngere Schwester von Annemarie, debütierten beim Saisonauftakt in Val-d’Isère, wobei Deufl in der Abfahrt mit 2,87 s Rückstand auf Siegerin Wiltrud Drexel Rang 24 belegte. Pröll fuhr beide Bewerbe und nahm in der Abfahrt (ex aequo mit Teamkollegin Ingrid Eberle) Rang 15 (Rückstand 2,48 s) und im Riesenslalom Rang 22 (Rückstand 3,24 s) ein.[14][15][16][17][18][19][20]
- Diverse Vorwürfe gegen Österreichs technischen Alpin-Skidirektor Toni Sailer, die im März 1974 beim Antreten der ÖSV-Herrenmannschaft in Zakopane erhoben worden waren, wurden zurückgenommen (Diese Anschuldigungen wurden im Januar 2018 durch die in Wien erscheinende Zeitung »Standard« und auch vom ORF neu aufgegriffen und waren für mehrere Tage Gegenstand von Diskussionen in den Medien).[21][22][23]

Frankreich: Dessen Verband präsentierte am 20. Juli 1974 (nach den vorjährigen Turbulenzen) die neuen Trainer, wobei Bernard Favre der neue Chefcoach sein und Paul Fayolle die Herren- und Jacques Fourno die Damenmannschaft betreuen sollten. Am 11. Mai war der bisherige Verbandschef Georges Joubert zurückgetreten, dem die Ausschlüsse mehrerer Spitzenläufer im Dezember 1973 angelastet worden waren. Im August 1974 gaben die sich mit dem französischen Verband überworfenen Techniker Jean-Noël Augert und Patrick Russel ihren Wechsel ins Profi-Lager bekannt.

### FIS-Weltranglisten
Am 13. November wurden die neuesten Weltranglisten veröffentlicht, wobei die Führenden jeweils mit der Note Null aufschienen.
Im Herrenslalom lagen gleich drei Läufer (Piero Gros, Christian Neureuther und Gustav Thöni) vor Fausto Radici und Francisco Fernández Ochoa voran; Hans Hinterseer war Sechster, Walter Tresch Zwölfter (und Ingemar Stenmark Achter, und auf Rang 9 wurde der nicht mehr im Weltcup tätige Jean-Noël Augert geführt). Im Riesenslalom waren mit Gros und Thöni zwei Läufer ex-aequo Erste; Hinterseer auf Rang 3, Helmuth Schmalzl und Stenmark auf den Rängen 5 und 6 sowie Heini Hemmi auf Rang 8 waren weitere wichtige Namen; weiters Rang 10 Erik Håker, Rang 12 Max Rieger. In der Abfahrt führte Roland Collombin vor Franz Klammer, Herbert Plank und Manfred Grabler; Bernhard Russi war Sechster
und Giuliano Besson Achter.
Bei den Damen gab es im Slalom eine deutsche Ex-aequo-Führung durch Rosi Mittermaier und Christa Zechmeister, gefolgt von Hanni Wenzel, Annemarie Moser-Pröll und Danièle Debernard; auf Rang 7 war die beste Schweizerin, Lise-Marie Morerod, platziert; auf Rang 8 Marilyn Cochran und auf den Rängen 12 und 13 waren Cindy Nelson und Claudia Giordani zu finden. Auch im Riesenslalom gab es mit Fabienne Serrat und Monika Kaserer eine Doppelführung. Wenzel, Moser, Giordani, Morerod, Traudl Treichl, Kathy Kreiner, Rosi Mittermaier, Marie-Theres Nadig belegten die weiteren Ränge. In der Abfahrt war Moser voran, u. zw. vor Nadig, Wiltrud Drexel, Kaserer, Betsy Clifford, Nelson und Jacqueline Rouvier. Christian Tisot (Rang 11) war beste Italienerin, weitere wichtige Platzierungen waren Wenzel auf Rang 12 und Mittermaier auf Rang 15.

### Weltcup-Programm
Das Weltcupkomitee der FIS traf bei seiner Sitzung in Genf die Entscheidung, dass Kombinationswertungen eingeführt werden und veröffentlichte das Programm für 1974/75, wobei bei der Vergabe der Damenrennen am 15./16. Januar vorläufig „Montafon“ und für das Saisonfinale generell nur „Italien“ eingetragen war (erst mit dem von der FIS am 9. Juni in Bled vorgelegten Terminplan wurden die Austragungsorte mit „Schruns-Tschagguns“ bzw. „Gröden“ konkretisiert). Zwischen den Rennen in Kanada und in den USA waren vom 2. bis 12. März „World-Series“ in Jackson Hole geplant. Festgelegt wurde auch, dass bei den finalen Parallelslaloms die 32 Erstklassierten in der Weltcupwertung teilnahmeberechtigt sind.

### Änderung der Regelung über Vergabe der Weltcuppunkte
Diese Regelung wurde erneut geändert. Es gab eine „erste Periode“ bis 13. Januar (Adelboden) bei den Herren bzw. 16. Januar (Schruns bei den Damen) und eine „zweite Periode“ für den Rest der Saison. In die Gesamtwertung kamen bei den Herren die besten sechs Ergebnisse der ersten Periode und die besten sieben danach, bei den Damen zuerst sieben und danach sechs. Für die Kombinationen gab es keinen eigenen Disziplinenweltcup. Dieser wurde nach wie vor für die „Standarddisziplinen“ und weiterhin für die jeweils besten fünf Resultate der Gesamtsaison vergeben.

### Der Amateurparagraf 26 und Thema Rennanzüge
Der Artikel 26 (Zulassung zu den Olympischen Spielen) wurde in einer gekürzten Fassung am 3. August veröffentlicht und war somit zur Beschlussfassung an der vom 20. bis 24. Oktober im Rathaus in Wien stattfindenden 75. Session des IOC bereitgestellt. Demnach durfte ein(e) Wettkämpfer(in) „noch nie irgendwelche finanzielle Entschädigungen erhalten oder materielle Vorteile erlangt haben, dank jener Sportart, an der er (sie) teilnimmt, mit Ausnahme, was in den Ausführungsbestimmungen (welche diesen Artikel 26 ergänzen) erlaubt ist. Weiters muss ein(e) Wettkämpfer(in) die Reglements seines (ihres) internationalen Fachverbandes oder des Nationalen Olympischen Komitees einhalten und respektieren, so wie sie vom IOC angenommen worden sind, selbst wenn die Regeln des Fachverbandes oder des nationalen Komitees strengere Bestimmungen enthalten als jene des IOC“. Einen Streitpunkt gab es vor allem hinsichtlich eines Verzichts auf eine offizielle Begrenzung der Trainingszeiten.
Das Thema «zu glatte, gefährliche Rennanzüge» wurde von der FIS nur dahingehend behandelt, dass an die nationalen Verbände appelliert wurde, die Verwendung derselben einzustellen. Hinsichtlich «Verdienstentgang» gestattete der Weltskiverband den nationalen Verbänden derartige Zahlungen, doch hieß es, dass damit ihre Startmöglichkeit im Weltcup nicht eingeschränkt wird, sie aber die Olympiaqualifikation verlieren können, was auf die Begriffe «olympische Amateure» und «Lizenzfahrer» hinauslief. Nach einem Statement durch FIS-Präsident Marc Hodler, der zur Herrenabfahrt am Patscherkofel am 26. Januar anwesend war und ankündigte, dass bis Juni feststehen würde, wer bei den Olympischen Spielen teilnehmen dürfe, wurde ein erlaubtes Jahreseinkommen von einer Million Schilling (ca. 145.000 DM bzw. 125.000 CHFr) kolportiert Dank des neuen Präsidenten des IOC, Lord Killanin, gab es offensichtlich einen Kompromiss und dadurch gewisse Lockerungen. Demnach waren Zahlungen für die Athleten insofern erlaubt, als das Geld an deren nationalen Skiverband oder nationales Olympisches Komitee flossen. Zahlungen direkt an die Sportler waren verboten, aber letztlich erhielten diese von den genannten Organisationen praktisch treuhänderisch kassierten Beträge beim Karriereende erstattet.

### Premierensiege
Ingemar Stenmark feierte den ersten seiner 86 Weltcupsiege am 17. Dezember 1974 in Madonna di Campiglio, wobei er nach dem ersten Lauf nur auf Rang 22 platziert war. Der Schwede, der gegen Schluss der vergangenen Saison je zwei Podestplätze in Riesenslalom und Slalom erreicht hatte, avancierte mit nun den "kleinen Kugeln" in den genannten Disziplinen und vor allem dem zweiten Rang im Gesamt-Weltcup zum Aufsteiger der Saison. Ähnlich können auf der Damenseite die Leistungen von Lise-Marie Morerod betrachtet werden, die (als überraschende Slalombronzemedaillengewinnerin bei den vorjährigen Weltmeisterschaften in St. Moritz) auch ihre ersten Siege feierte und die Slalom-Disziplinenwertung holte. Das erste Mal das "oberste Treppchen" konnte auch Walter Vesti (Abfahrt in Megève am 1. Februar) besteigen, und etwas eigentümlich mutet es an, dass Marie-Theres Nadig am 24. Januar in der Abfahrt am Patscherkofel, somit fast drei Jahre nach ihrem Doppelgold bei den Olympischen Winterspielen 1972 in Sapporo, endlich auch im Weltcup erfolgreich war.

### Absagen bzw. Verschiebungen
- Das Rennprogramm musste geändert werden, denn in Maribor und Kranjska Gora konnten die vorgesehenen Termine (15. bzw. 20. Dezember Riesenslalom der Damen bzw. Herren) wegen Schneemangels nicht aufrechterhalten werden, wobei für den Damen-«Riesen» ein Ersatztermin 19. Januar genannt wurde (siehe Fußnote zu „Zu glatte Rennanzüge“ («Missfallen an der Glätte») aus der Arbeiterzeitung vom 10. Dezember 1974, S. 8) – die Damen fuhren tatsächlich am 19. Januar, u. zw. in Jahorina (den späteren Skipisten bei den Olympischen Winterspielen 1984); der Herren-Ersatzort war am 21. Januar Fulpmes, und diese beiden Rennen wurden noch auf die erste Rennperiode angerechnet.[41]
- Der Damenslalom am 4. Januar in Garmisch-Partenkirchen wurde von Oberstaufen übernommen, welches am 31. Dezember abgesagt hatte, wobei der Grund die fehlende Möglichkeit einer TV-Übertragung auf dem oberen Teil des Hochgrades war (!). Der Slalom wurde von den Organisatoren in GA-PA außerdem um eine halbe Stunde vorverlegt, weil befürchtet wurde, dass die Piste nicht hält. Doch auch im Werdenfelser-Land gab es schlechte Verhältnisse, so dass 80 % der Läuferinnen ausfielen (die ÖSV-Läuferinnen kamen exakt auf diese Quote, denn 8 (darunter Moser-Pröll und Kaserer) der 10 Gestarteten fielen aus).
In Oberstaufen hätte es zudem am 3. Januar auch einen Riesenslalom geben sollen (siehe bitte Fußnote hinsichtlich Artikel über das Weltcup-Programm 1974/75 und auch die Nicht-Übertragung durch die ORTF in der Arbeiterzeitung vom 3. Dezember 1974, S. 8, Titel „Sturm gegen die Skiprominenz“), dessen Austragung aber von den Garmischern abgelehnt wurde, so dass er als "zweiter" Riesenslalom in Grindelwald angehängt wurde.[42][43][44][45]
- Das Grindelwald-Programm wurde nicht nur um den vorerwähnten Oberstaufen-Riesenslalom erweitert, sondern es musste auch vorerst statt der für 9. Januar um 12.30 h geplanten Abfahrt der "Original-Riesenslalom" durchgeführt werden. Die Witterung war zu schlecht gewesen, bereits das Training am 8. Januar hatte abgesagt werden müssen.[46] (sowie Fußnote zu den ersten Streichresultaten in Grindelwald unter[47])
- Die für 28. Februar vorgesehenen Abfahrten für Damen und Herren in Garibaldi, wo die Abfahrtsstrecke auf dem «Mount Whistle» für die seinerzeitige Olympiakandidatur von Vancouver angelegt worden war, konnten wegen der schlechten Wetterbedingungen nicht durchgeführt werden. Vorerst gab es diverse Verschiebungen, das Rennprogramm war bis 1. März vorgesehen, aber der Riesenslalom der Damen konnte erst am 2. März ausgetragen werden, wobei es in Strömen regnete und sich sowohl Moser-Pröll als auch Wenzel mit den Startnummern 1 und 2 «verirrten» und ausschieden.[48][49] (zum Damenriesenslalom darf ich hfl. auf die Fußnote zur Weltcupentscheidung Herren hinweisen:[50])
- Jackson Hole wurde der Austragungsort dieser abgesagten Abfahrten. Vorerst waren dort für das Wochenende 8./9. März lediglich zum Nationencup zählende Rennen im Rahmen der bekannten «World Series» vorgesehen[51], dann wurde die Herrenabfahrt für den 7. März terminisiert[52], aber erneut war das Wetter vorerst nicht gut genug, es gab mehrere Verschiebungen, ehe doch am 9. und 11. März gefahren wurde.[53] (sowie bereits zu den Weltcupentscheidungen gegebene Fußnote[54]) Die «World Series» kamen nicht zu kurz, denn es waren die Slaloms ausständig, wobei Morerod vor Zechmeister und Moser-Pröll bzw. Radici vor Gros und Thöni gewannen, es auch noch Parallelslaloms mit Siegen von Moser-Pröll vor Bernadette Zurbriggen bzw. Greg Jones vor Christian Neureuther gab (siehe bitte Fußnote[55]) bzw.[56] (und auch[57])[58]
- Offensichtlich wurde die Terminplanung zu Sun Valley zwischendurch geändert, denn laut dem vor der Saison veröffentlichten Programm hätten die Herren- und Damenbewerbe am 14. und 15. März ausgetragen werden sollen, jedoch am 13. März wurde gemeldet, dass der Herren-Riesenslalom vom 12. auf 13. März verschoben worden ist.(siehe bitte Fußnote zum Jones-Sieg = [59])

### Übrige Ereignisse
- Fragezeichen stand vorerst um die Nationenzugehörigkeit der frischgebackenen Slalomweltmeisterin Hanni Wenzel, die gerade erst die Staatsbürgerschaft von Liechtenstein erhalten hatte. Ihr Problem war, dass sie mit den Schweizerinnen mittrainierte, aber einen deutschen Ski fuhr. Sollte sie daher FRG-Läuferin werden?[60]
- Es gab Meldungen, dass Karl Schranz im Sommer 1975 für drei Wochen im Elbrusgebiet die sowjetischen alpinen Skiläufer trainieren werde.[61]
- Der noch junge schwedische Skiläufer Ingemar Stenmark, der erst gegen Ende des abgelaufenen Rennwinters (mit vier Podestplätzen und einmal Rang 4 in Voss, Zakopane und Vysoké Tatry) zu guten Ergebnissen gekommen war, erklärte, dass sein Ziel 1974/75 der Gewinn des Gesamtweltcups sei und er in allen Slaloms und Riesenslaloms antreten werde.[62]
- Von den Rennen in Val-d’Isère gab es (erneut) keine TV-Übertragungen, weil das französische Fernsehen (ORTF) daran kein Interesse zeigte; das österreichische Fernsehen drehte mit einem eigenen Reporterteam Berichte, welche am Abend als Aufzeichnungen ausgestrahlt wurden, weil die Filme vorerst nach Genf gebracht werden mussten, wo sie bearbeitet wurden. Das Radio (Ö3) übertrug von 10.55 bis 11.30 Uhr.[63][64]
- Einen ob des Zeitrückstandes (0,95 s) nicht für möglich gehaltenen Sieg landete noch Piero Gros am 5. Dezember beim Riesenslalom in Val-d’Isère, als er von Rang 5 aus den in Führung gelegenen Stenmark noch um 0,92 s distanzierte. Eine Überraschung gelang auch Franz Klammer, der mit Start-Nr. 28 auf Rang 5 fuhr.[65]
- Bei dem im vorangegangenen Artikel "Absagen, Verschiebungen" erwähnten Damenslalom von Garmisch-Partenkirchen vom 4. Januar verweigerte außerdem das ZDF «wegen Schleichwerbung» vorerst eine Direktübertragung. Erst als ein Teil der Reklametafeln weggeräumt worden war, wurde während des ersten Durchgangs mit der Übertragung begonnen, der Anfang des Rennens wurde als Aufzeichnung nachgeliefert. Die Zeitnehmungsfirma, deren Reklametafel auch entfernt worden war, drohte kurzfristig mit dem Abbruch der Zeitmessung.
- Bei der Herrenabfahrt am 11. Januar in Wengen stellte Franz Klammer mit seinen 3,54 s Vorsprung auf Herbert Plank einen "Ewigkeits-Rekord" in puncto Vorsprüngen in Weltcup-Herrenabfahrten (auch noch 2018 gültig) auf. Außerdem ließ sich Bernhard Russi von der von Klammer erzielten Marke (2:35,19) ziemlich beeindrucken. Nach den «40er-Zeiten» vom Training sei er, wie er nachher erzählte, so geschockt gewesen, dass er gleich den ersten Rechtsschwung verpatzte.[66]
- Gleich vier Siege (inkl. der als «Papierrennen» bezeichneten Kombination) konnte Moser-Pröll in Grindelwald (9.-11. Januar) erringen, was eine bis dato (15. Februar 2018) Einmaligkeit darstellt, denn auf derselben Skipiste ist das noch keiner weiteren Läuferin gelungen. (Während es im Damenbereich in den Speed-Rennen in späteren Jahren drei Siege an einem Skiort gegeben hat, siehe Katja Seizinger, Renate Götschl und Lindsey Vonn, war das in technischen Bewerben nur zweimal der Fall, wobei wiederum nur Mikaela Shiffrin mit zwei Siegen im Riesenslalom- und einem im Slalom – Semmering 27./28./29. Dezember 2016 – echt auf derselben Piste gewann, während Vreni Schneider vom 6. bis 8. Januar 1989 zwar die so genannten "Schwarzenberg-Rennen" gewinnen konnte – mit zuerst zwei Riesenslaloms in Schwarzenberg und danach aber dem Slalom auf der Piste in Mellau.
Außerdem war der bereits am 10. Januar von Moser-Pröll errungene Kombinationssieg der in Summe Damen und Herren einhundertste Weltcupsieg für den ÖSV.[67]
- Hatte Klammer eine Woche zuvor einen Rekordvorsprung herausgefahren, so siegte er nun am Hahnenkamm am 18. Januar mit nur einer Hundertstelsekunde Differenz auf Gustav Thöni (das Podium lag überhaupt knapp beisammen, denn der drittplatzierte Werner Grissmann folgte mit weiteren 7/100 Sekunden). Diverse Medienberichte behaupteten, dass die exakte Zeitmessung nur drei Tausendstelsekunden Vorsprung für Klammer ausgewiesen habe.[68]
- Der auch an anderer Stelle erwähnte Herren-Riesenslalom am 21. Januar 1975 in Fulpmes (als Kranjska-Gora-Ersatz) brachte zum einen keine Änderung im aktuellen Weltcup-Klassement – Klammer blieb mit 159 Punkten vor Gros (145) und Thöni (135), denn keiner der Führenden konnte Punkte dazu erobern. Zum anderen stellte er einen schwarzen Tag für das italienische Team dar, welches nach dem ersten Lauf vier Läufer unter den ersten Sieben (davon Piero Gros als Führenden) aufwies, von denen nur Helmuth Schmalzl auf Rang 7, weiters Thöni auf Rang 9 und Giuseppe Oberfrank auf Rang 10 in die Weltcupränge kamen, während Gros durch einen Orientierungsfehler bei 2 Sekunden verlor. Es war dies die erste Niederlage der «Azzuri» nach acht Siegen en suite (seit dem 16. Dezember 1973, als Hubert Berchtold in Saalbach-Hinterglemm gewonnen hatte).[69]
- Die "Vor-Olympiaabfahrten" am Patscherkofel (24. und 26. Januar) konnten dadurch gerettet werden, dass vom Brenner 5.000 m³ Schnee geholt wurden.[70] Der Nadig-Sieg schien auch irgendwie eine Art Omen zu sein, denn die Flumserin hatte vor 1083 Tagen die Olympiaabfahrt 1972 gewonnen – und jetzt war es die Vor-Olympiaabfahrt; Nadig war um 8,44 s schneller als Christl Haas bei ihrem Olympiasieg 1964, jedoch war die nunmehrige Abfahrtsstrecke mit jener vor 11 Jahren nicht zu vergleichen.[71] Bei den Herren war (rückblickend gesehen) das Ergebnis der Top 3 identisch mit jenem, welches es ein Jahr später bei der Olympiaabfahrt zustande kam.
- Die 40. Kandaharrennen wurden nicht nur in Chamonix, sondern auch in Saint-Gervais-les-Bains (Damenslalom) und Megève (Herrenabfahrt) ausgetragen. Nach dem Slalom in St. Gervais, bei dem Moser-Pröll trotz Erkrankung beste Österreicherin war, führte sie mit 198 Punkten vor Mittermaier mit 139 – die Zahl der Rivalinnen um den Gesamtsieg hatte sich auf acht (die Achte war Teamkollegin Drexel mit 76 Punkten) reduziert.[72]
Bei den ÖSV-Damen gab es außerdem etwas Zoff, denn Ingrid Gfölner, eigentlich Ingrid Schmid-Gfölner, war wegen diverser Äußerungen (ihr Beiname war «Ingrid mit der spitzen Zunge») durch Sportwart Oskar Brändle aus dem Weltcupteam eliminiert worden. Allerdings schien schon seit Saisonbeginn eine Kontroverse zwischen Trainer Sigi Bernegger und seiner Truppe zu schwelen (siehe bitte Ausführungen in dem unter der Fußnote[73] verfassten Artikel und auch die Überschrift "Vor der Saison"). Die Sperre gegen sie wurde am 11. März aufgehoben.[74]
- Gustav Thöni konnte mit dem Slalomsieg in Chamonix am 30. Januar seinen 18. Weltcupsieg erringen und damit mit dem bis dahin führenden Jean-Claude Killy gleichziehen, der diese Ziffer angesichts der drei auch zum Weltcup zählenden Siege bei den Olympischen Winterspielen 1968 in Grenoble fixiert hatte.[75] Bereits am übernächsten Tag, mit dem Kandahar-Kombinationssieg am 1. Februar, war der Südtiroler der nunmehr alleinige Leader
- Die Herrenabfahrt in Megève verlief sturzreich, wobei dem Großteil der Läufer der "Straßensprung" zum Verhängnis wurde. Schon David Zwilling erlitt Verletzungen, der einzige Hubschrauber brachte ihn ins Krankenhaus nach Sallanches. Danach erlitt Konrad Bartelski einen Nasenbeinbruch, er war bewusstlos, es musste auf die Rückkehr des Hubschraubers gewartet werden, das Rennen war für 50 Minuten unterbrochen. Auch Franz Klammer war gestürzt, allerdings schon vorher, als ihm die Bindung bei einem Ski aufgegangen war (siehe bitte dazu noch die Anmerkungen im Thema «Weltcupentscheidungen»)[76], und Bernhard Russi erlitt eine Schulterverletzung, an der er in den weiteren Rennen litt. Er unterzog sich nach Saisonende einer Operation.[77]
- Ab dem 13. Februar hielten die nationalen Verbände ihre Meisterschaften ab, wobei in Österreich Wagrain (Pongau) und Zell am See für das schneearme Lienz übernehmen mussten (allerdings ohne Abfahrten, welche erst Anfang April in Zauchensee stattfanden).[78] In der Schweiz war Les Diablerets der Austragungsort dieser Meisterschaften.
- Der Flug von Paris nach Tokio versetzte die deutschen, schweizerischen, schwedischen und französischen Fahrer in einen Angstzustand, denn der Flieger musste wegen eines Maschinenschadens in Alaska eine unvorhergesehene Zwischenlandung einlegen. Das österreichische Team war schon am 18. Februar in Japan eingetroffen.
- Der Ausfall von Rosi Mittermaier hatte für sie auch finanzielle Nachteile, denn ihre Skifirma leistete nur bis Ende Februar Vergütungen. Der DSV musste anerkennen, dass der Skifirma «schwerer kommerzieller Schaden durch entgangene Werbemöglichkeiten entstanden war» und die Verbandsfunktionäre mussten die Firma gnädig stimmen, damit diese weiter ihre Beiträge in den Skipool zahlte.[79] Sie nahm zum Saisonabschluss bei den Slaloms auf dem Weltmeisterschaftshang 1970 in St. Ulrich wieder teil (erst drei Tage zuvor war sie von ihrem Gips befreit worden und sie trug nun eine Manschette).[80])
- Beim Parallelslalom der Damen in St. Ulrich waren diverse Organisationsmängel festzustellen. Es entstand der Eindruck, dass die Veranstalter selbst manchmal nicht wussten, in welcher Reihenfolge die Rennen abgewickelt werden sollen.[81]

### Verletzungen
- Gleich beim ersten Training des österreichischen Damenteams am 12. November in Zauchensee erlitt Irmgard Lukasser eine Bänderzerrung und musste, ebenso wie die Nachwuchsläuferin Petautschnig, ins Krankenhaus Schwarzach im Pongau gebracht werden.[82]
- Walter Vesti erlitt am 7. März bei den Trainingsläufen zur Abfahrt in Jackson Hole Prellungen des rechten Beins (die Befürchtung eines Bruches bewahrheitete sich nicht) – siehe bitte Fußnote[83]

### Weltcupentscheidungen
Während Annemarie Moser-Pröll zwar nicht vom ersten Rennen weg, aber der ersten Komplettveranstaltung (Abfahrt/Riesenslalom Val-d’Isère) führte und sich ihren vierten Gesamtsieg (außerdem hintereinander) schon vorzeitig sichern konnte, wobei auch ihre drei Kombinationssiege dazu, aber nicht zur endgültigen Entscheidung (sie hätte auch ohne diese Punkte gewonnen), beitrugen, verlief der Wettkampf bei den Herren doch einigermaßen anders. Zum einen war es das allerletzte Rennen, welches über den Gesamtsieg entschied, außerdem waren die drei Kombinationssiege für Thöni (der alleine hier 75 Punkte gutgeschrieben erhielt) «lebensnotwendig», während Stenmark in der Abfahrt nie startete und damit auch die Chance auf Punkte in der Kombination nicht wahrnahm.
Für Franz Klammer, der acht der neun Abfahrten gewann, kam ausgerechnet der eine Ausfall (Sturz am 1. Februar in Megève, weil ihm die Bindung aufsprang) am «ungelegensten», denn diese Abfahrt wurde mit dem zwei Tage zuvor in Chamonix gefahrenen Slalom (Rang 23 für den Kärntner) kombiniert, und in der Retrospektive gesehen hätte ihm allein ein vierter Rang in der Kombination genügt, aber er hätte auch (auf Grund der Aufteilung in zwei Saisonperioden) bei jeglicher «Top-Ten»-Platzierung in der Abfahrt Punkte erhalten; mit einem Sieg in der Abfahrt und einem sehr wahrscheinlichen dritten Platz in der Kombination hätte er am Ende um 40 Punkte mehr gehabt, was für einen deutlichen Sieg im Gesamtweltcup gereicht hätte. Vor den Rennen in Japan lautete die Weltcup-Gesamtreihung Thöni 198, Klammer 184, Gros 184 bzw. Moser-Pröll 243, Mittermaier 162, Wenzel 143.

#### Herren
Nach dem Riesenslalom in Adelboden führte Gros (120) vor Klammer (119), Thöni 90. Vor den Rennen in Kanada gab es ein Quintett, das noch in Frage kam: Thöni (206) lag vor Klammer (190), Stenmark (175), Gros (145) und Håker (125) voran, wobei zum einen Thöni mit einem ähnlichen Husarenstück wie in Kitzbühel schon Wesentliches zu seinen Gunsten hätte herbeiführen können – anderseits hatte Klammer von den sieben für die zweite Phase in Frage kommenden Rennen erst viermal gepunktet, während Thöni schon sieben Resultate gutgeschrieben erhalten hatte und sich ab nun Streichresultate gefallen lassen musste. Dass beide Garibaldi-Abfahrten nicht durchgeführt werden konnten, hatte grundsätzlich wenig Einfluss auf die «Punktekampagne», denn durch die Nachholung in Jackson Hole blieben die Chancen für die Aspiranten gleich. Allerdings schied Klammer beim Riesenslalom am 1. März aus, bei dem Stenmark als Achter nach dem ersten Lauf noch gewann und mit nunmehr 200 Punkten auf Rang 2 vorstieß.
In Jackson Hole verzichtete Thöni (der ohnehin Rang 4 hätte belegen müssen, um zu Punkten zu kommen), auf einen Abfahrtsstart, weil er sich ganz auf den Slalom konzentrieren wollte. Da Klammer siegte, setzte er sich mit 215 Punkten mit 4 Punkten Abstand zu Thöni auf Rang 2. Die technischen Bewerbe in Sun Valley wurden von Stenmark und Thöni (als Zweiter: jeweils Gros) beherrscht, während Klammer im Riesenslalom mit fast 8 Sekunden Rückstand nur Rang 21 belegte. Nach dem Slalom führten Thöni (der bei 23 Streichpunkten angelangt war) und Stenmark mit 240 Punkten vor Klammer (215); Gros (196) war bereits chancenlos, Håker war auf 127 Punkten liegen geblieben. Klammer war gewissermaßen zum Abfahrtssieg auf der Saslong gezwungen, und er stellte bei diesem Sieg sogar einen neuen Streckenrekord auf.
Erst der Parallelslalom, der am 23. März auf dem Hang von St. Ulrich gefahren wurde, brachte die Entscheidung um den Gesamtsieg, wobei die drei Anwärter vorher jeweils 240 Punkte aufwiesen. Zwar hätte Klammer als einziger des Trios bei einem Sieg 25 Punkte erreichen können, es hätten ihn letztlich auch 11 Punkte mit Rang 4 genügt, weil sowohl für Stenmark als auch Thöni nur mehr zehn Punkte zur Verfügung standen, aber Klammer war anderseits der Schwächste des Trios in Sachen Slalom – was sich auch bestätigte. Er schied bereits im Sechzehntelfinale (gegen Helmuth Schmalzl) aus, kam damit nicht einmal in die ersten Zehn, was aber auf Grund des Endresultats belanglos war. Bereits vor diesem Parallelslalom hatte es Unbehagen wegen Manipulationsmöglichkeiten und auch diverse Spekulation gegeben, weil nicht bekannt war, wer daran teilnehmen und dann vielleicht auch ein Sturz oder Torfehler absichtlich oder unabsichtlich erfolgen würde. Es kam wie befürchtet: Dieser Parallelslalom wurde (bis auf Italien) in den Medien als "umstritten" bezeichnet. Bei den Auftritten des heimischen Sieganwärters Thöni kam es zu diversen Duellen gegen andere Läufer des italienischen Verbandes, und diese hätten es dem Favoriten leicht gemacht. Stenmark-Betreuer sprachen davon, dass sie "für Thöni umgefallen seien". Die Zeitungskommentare fielen dementsprechend aus, wobei festgehalten wurde, dass Thöni insgesamt ein würdiger Sieger gewesen sei, es wurde zugegeben, dass es (wenn es möglich gewesen wäre) wohl auch die Österreicher gleich gehalten hätten wie die Italiener und dass man Klammer nun nicht als Märtyrer hinstellen dürfe. Es wurde aber auch gefragt, ob der Skilauf zum Zirkus entarten würde. Mit diesem finalen Sieg wies Gustav Thöni 21 Weltcupsiege auf und führte vor Jean-Claude Killy (18) und Jean-Noël Augert (15).

#### Damen
Zwar war Moser-Pröll in den Abfahrten nicht mehr derart dominant, das glich sich mit mehr Erfolgen und guten Platzierungen im Riesenslalom (und auch einigen Top-Ten-Plätzen im Slalom), nebst den drei Siegen in den Kombinationen, aus. Die Wandlung kam durch eine Umstellung im Training zustande.

Moser-Prölls erste Streichresultate gab es bei den Rennen in Grindelwald.
Nach den Kandaharrennen gab es eine zweiwöchige Weltcup-Pause, in der vorerst die Fahrer nur Trainings absolvierten, wobei am 5. Februar eine Vorentscheidung für den Gesamt-Weltcup fiel, denn Rosi Mittermaier brach sich an jenem Nachmittag bei einem DSV-internen Abfahrtstraining in der Axamer Lizum den Unterarm, als sie mit einem englischen Touristen zusammengestoßen war. Es ging auch um die Frage, warum die Strecke nicht abgesperrt war. Dazu erklärte Verbands-Wirtschaftsmanager Heinz Krecek, dass eine solche Maßnahme 15.000 DM gekostet hätte. Nachdem vorerst nach dem Slalom in Naeba (21. Februar) Wenzel mit ihrem Sieg (und gleichzeitigem Ausscheiden von Moser-Pröll) weiterhin die theoretische Chance gewahrt hatte, ging es im Riesenslalom am 23. Februar umgekehrt, somit war Moser-Pröll mit 238 zu 168 Punkten bereits uneinholbar.

### Rücktritte
Es gab einen besonderen, aus Sicht der Öffentlichkeit unerwarteten Rücktritt, der aber ein Jahr später revidiert wurde: Annemarie Moser-Pröll erklärte nach der Abfahrt in Jackson Hole, dass das ihre letzte Abfahrt gewesen sei. (Sie soll schon in Naeba erstmals den Rücktritt annonciert haben.) Hier in Jackson Hole siegte sie gleich noch im Parallelslalom der dort veranstalteten «World Series». Sie hatte bis dahin 40 Weltcupsiege (21 Abfahrten, 15 Riesenslaloms, 3 Kombinationen und 2 Slaloms) zu Buche stehen (die Zweite in der Reihung war nach wie vor die schon 1968 zurückgetretene Nancy Greene mit 14 Siegen). Moser-Pröll nahm auch nicht mehr an der erst nach Saisonschluss nachgetragenen Abfahrt bei den nationalen Meisterschaften in Zauchensee teil.
Niemand kannte damals die Gründe dafür (diese sickerten erst viel später durch), inwieweit sie selbst an einen Rücktritt für immer gedacht hatte, wurde nie erörtert (oder publiziert). Sie gab letztlich auch noch im ORF-Fernsehen in der Sendung «Sport am Montag» am 17. November ihren Rücktritt bekannt. Am 17. und 18. November wurden erste Werbespots für ein Waschmittel eines Großkonzerns gedreht, die allerdings erst zu einem viel späteren Zeitpunkt ausgestrahlt wurden. Das geschah deshalb, weil befürchtet wurde, dass die Skisportfans ansonsten zur Auffassung gelangen könnten, dass der Rücktrittsgrund damit im Zusammenhang stünde.
Tatsächlich zurückgetreten sind jedoch Giuliano Besson, Ilario Pegorari, Helmuth Schmalzl, Tino Pietrogiovanna und Max Rieger. Eher ungewollt war jener von Reinhard Tritscher, der nach seinem Beinbruch vom 11. November beim Abfahrtstraining in Hintertux letztlich auch resignieren musste.

## Rennen außerhalb des Weltcups
- In Val-d’Isère gab es auch Kombinationswertungen, die von Moser-Pröll vor Drexel und Kaserer[107] bzw. Klammer vor Håker und Gros gewonnen wurden.[108][109]
- Ein Damen-Parallelslalom am 18./19. Dezember in Saalbach sollte dazu dienen, die Rennen für das Publikum attraktiver zu machen, war aber auch eine Generalprobe für das im März geplante Saisonfinale in Gröden. Es handelte sich um eine 200 m lange Strecke am „Asterspitz“ mit einer Fahrzeit von ca. 22 Sekunden, gleichzeitig war es in dieser Weltklasse-Besetzung eine Europa-Premiere. Die nach FIS-Punkten besten 32 Damen fuhren am ersten Tag durch 23 sogenannte Kurvenflaggen (Kurssetzer; Matthias Wanger, GER) um die Top 16. Die Achtelfinale begannen am zweiten Tag. Der Sieg ging an Moser-Pröll vor Christa Zechmeister, Rosi Mittermaier, Fabienne Serrat, Hanni Wenzel, Elisabeth Mayr (FRG), Danièle Debernard, Monika Kaserer und die für San Marino startende Elena Matous.[110][111][112][113][114]
- Am 2. Januar wurde in Langenwang ein internationaler Herrenslalom gefahren, bei dem aber der angekündigte Stenmark nicht antrat. Es gewann Hans Hinterseer vor Thomas Hauser und Klaus Heidegger; beste „Nicht-Österreicher“ waren Diego Amplatz (ITA) auf Rang 5 und Alfred Hagn vom Deutschen Skiverband auf Rang 6.[115]
- Es gab auch Rennen der „World-Series“ Anfang März in Jackson Hole; siehe dazu bitte den Artikel unter «Absagen, Verschiebungen».